# Pascialato
Il pascialato (noto anche come pashalik o pashaluk) era un'unità amministrativa dell'Impero ottomano, guidata da un sovrano chiamato pascià. I pascialati erano costituiti da unità amministrative più piccole chiamate sangiaccati (o sanjak).

## Termine
La parola è di origine turca e significa "titolo di pascià" o "status di pascià"; "territorio sotto il governo di un pascià". La parola "pashalik" nel dizionario turco ottomano è "titolo di pascià, il grado assegnato al pascià"; "il paese sotto il governo di un pascià”. In italiano il termine pascialato presentava in passato la forma "pascialàtico", "bascialato" o "bascialaggio".
Nelle lingue parlate nei Balcani (come il bosniaco, il serbo), il termine si presentava ancora nella forma di pashaluk. Successivamente divenne in uso il termine "pashalik".
Nelle fonti europee, la parola "pashalic" si riferiva generalmente agli eyalet e, a seconda del grado del governatore provinciale, tale entità prendeva il nome di pashalik (governata da un pasha), beylerbeylik (governata da un bey o beylerbey) e kapudanlik (governata da un kapudan).

## Pascialati ottomani
- Pascialato di Berat (Berat oggi in Albania)
- Pascialato di Bosnia (Bosnia; oggi in Bosnia ed Erzegovina)
- Pascialato di Erzegovina (Erzegovina, nel 1865 in Bosnia)
- Pascialato di Giannina (Giannina; oggi in Grecia)
- Pascialato di Scutari (Scutari; oggi in Albania)